# Charles Jonker
Charles "Abe" Jonker (13 de dezembro de 1933 — 31 de julho de 1991) foi um ciclista sul-africano que participava em competições de ciclismo de estrada e pista.
Defendeu as cores da África do Sul durante as Olimpíadas de Melbourne 1956 e Roma 1960, obtendo o melhor resultado em 1956 ao terminar em quarto na prova de perseguição por equipes.